# عدد متسام

الأعداد المتسامية تنتمي لمجموعة الأعداد الحقيقية ولكنها ليست أعدادًا جبرية.

في الرياضيات، عدد متسام (بالإنجليزية: Transcendental number)‏ هو كل عدد حقيقي أو عقدي لا يكون حلا لأية معادلة متعددة الحدود:
{\displaystyle a_{n}~x^{n}+a_{n-1}~x^{n-1}+\cdots +a_{1}~x^{1}+a_{0}=0\,}
حيث {\displaystyle n\geq 1\,} وتكون المعاملات {\displaystyle a_{i}\,} أعدادا صحيحة (وبالتالي كسري)، وأن يكون على الأقل أحد تلك المعاملات غير منعدم. إذن يكون العدد متساميا إذا وفقط إذا لم يكن جبريا.
لا يمكن أن تكون الأعداد المتسامية أعدادا كسرية. ومع ذلك، ليست كل الأعداد غير الكسرية متسامية: جذر مربع العدد 2 هو عدد غير كسري، ولكنه حل للمعادلة {\displaystyle x^{2}-2=0\,}.
مجموعة الأعداد المتسامية هي مجموعة غير قابلة للعد. والبرهان بسيط: بما أننا نستطيع عد الحدوديات ذات معاملات صحيحة، وبما أن كل حدودية تقبل عددا منتهيا من الحلول، فإن مجموعة الأعداد الجبرية هي مجموعة قابلة للعد.
في حين، ينص برهان القطر لكانتور على أن مجموعة الأعداد الحقيقية (وبالتالي حتى العقدية) هي مجموعة غير قابلة للعد. وبالتالي مجموعة الأعداد المتسامية هي أيضا مجموعة غير قابلة للعد. بتعبير آخر، الأعداد الجبرية أقل بكثير من الأعداد المتسامية. ولكن عددا قليلا فقط من فئات الأعداد المتسامية معروف، ويبقى من الصعب البرهان على أن عددا ما هو عدد متسام.
نتائج: لتكن {\displaystyle \mathbb {A} } مجموعة الأعداد الجبرية الحقيقية، إذن:
{\displaystyle \mathbb {A} } مجموعة جزئية من {\displaystyle \mathbb {R} \,}. وبشكل خاص، المجموعة {\displaystyle \mathbb {A} } مستقرة بالنسبة للجمع والضرب.
{\displaystyle \mathbb {A} } هي مجموعة قابلة للعد، مما يدل على أن {\displaystyle \mathbb {A} } مختلفة عن المجموعة {\displaystyle \mathbb {R} \,}. (الأعداد المتسامية موجودة).

## تاريخ
من المرجح أن يكون لايبنتز أول شخص خمن وجود أعداد لا تحقق معادلات حدودية بمعاملات جذرية. وأتت التسمية متسام في البحث الذي نشره سنة 1682 والذي برهن فيه على أن {\displaystyle \sin(x),} ليست دالة جبرية ل {\displaystyle x\,}.
أما أول برهان على وجود أعداد متسامية فقد كتبه جوزيف ليوفيل سنة 1844، والذي تضمن بعض الأمثلة، مثل عدد ليوفيل:
حيث يكون العدد النوني بعد الفاصلة 1 إذا كان n عامليا (أحد الأعداد 1، 2، 6، 24، 120، 720،...) ويكون 0 في الحالات الأخرى. ويمكن تقريب هذا العدد بشكل خاص بأعداد جذرية. برهن ليوفيل على أن الأعداد التي تحقق هذه الخاصية (والتي تعرف باسم أعداد ليوفيل) هي أعداد متسامية.
تظنن يوهان هنريك لامبرت، في مقاله الذي برهن فيه أن العدد {\displaystyle \pi \,} ليس جذريا، أن العددين {\displaystyle e\,} و{\displaystyle \pi \,} هما عددان متساميان. وقد برهن تشارلز هيرمت، سنة 1873، على أن العدد {\displaystyle e\,} هو عدد غير متسام. ليكون بذلك أول عدد برهن على أنه متسام دون أن ينشئ كذلك. وفي سنة 1874، وضع جورج كانتور البرهان المذكور أعلاه والذي يقود إلى أن مجموعة الأعداد المتسامية غير قابلة للعد.
في سنة 1882، نشر فيردينوند فون ليندمان برهانا على أن العدد {\displaystyle \pi \,} هو عدد متسام. برهن في البداية على أن العدد {\displaystyle e} مرفوع إلى أي عدد جبري هو عدد متسام، وبما أن {\displaystyle e^{i\pi }=-1\,} جبري، فإن {\displaystyle i\pi \,} ليس عدد جبري وبالتالي {\displaystyle \pi \,} عدد متسام. عمم كارل ويرستراس هذه المقاربة في مبرهنة ليندمان-وايرستراس. وبمعرفة أن العدد {\displaystyle \pi \,} متسام، أمكن البرهان على استحالة عدة إنشاءات هندسية بالبركار والمسطرة، وهذا يشمل الإنشاء الأكثر شهرة، وهو تربيع الدائرة.
في سنة 1900، طرح ديفيد هيلبرت سؤالا مهما بخصوص الأعداد المتسامية، يعرف باسم مسألة هيلبرت السابعة: « إذا كان a عددا جبريا غير منعدم ويخالف 1، وكان b عددا جبريا لاجذريا، فهل سيكون العدد {\displaystyle a^{b}\,} متساميا بالضرورة؟ ». وكان الجواب نعم، سنة 1934 بمبرهنة جيلفوند شنايدر. يستطاع بسهولة الحصول على أعداد متسامية بفضل تلك المبرهنة، مثلا: {\displaystyle 2^{\sqrt {2}}\,}، و{\displaystyle e^{\pi }\,}.
توسع آلان بيكر في هذا المجال في الستينيات.

## أعداد متسامية معروفة
- العدد {\displaystyle \pi \,} (أنظر المقال العدد باي).
- العدد e أساس اللوغاريتم الطبيعي.
- {\displaystyle e^{\pi }\,} ثابتة غيلفوند.
- {\displaystyle 2^{\sqrt {2}}\,} ثابتة غيلفوند-شنايدر. أو بشكل عام: {\displaystyle a^{b}\,} حيث {\displaystyle a\neq 0\,} و{\displaystyle a\neq 1\,} عدد جبري، و b جبري وليس جذريا. الحالة العامة لمسألة هيلبرت السابعة، أي تحديد هل العدد {\displaystyle a^{b}\,} متسام أم لا عندما يكون {\displaystyle a\neq 0\,} و{\displaystyle a\neq 1\,} عددا جبريا و b لاجذريا، لم تحل إلى الآن.
- {\displaystyle (-1)^{-i}\,} وهو العدد {\displaystyle e^{\pi }} للسبب المذكور أعلاه.
- {\displaystyle i^{i}\,} وهو العدد {\displaystyle e^{-\pi /2}}.
- قيمة الدالة المثلثية {\displaystyle \sin(1)\,}.
- {\displaystyle \ln(a)\,} إذا كان a عددا كسريا موجبا قطعا ويخالف 1.
- {\displaystyle \Gamma \left({\frac {1}{3}}\right)\,}، {\displaystyle \Gamma \left({\frac {1}{4}}\right)\,} و{\displaystyle \Gamma \left({\frac {1}{6}}\right)\,} (راجع دالة غاما لأويلر).
- {\displaystyle C_{10}=0.12345678910111213141516\dots } ثابتة تشامبرنون [الإنجليزية] (مبرهنة مالر، سنة 1961).
- {\displaystyle \sum _{k=0}^{+\infty }10^{-\lfloor \beta ^{k}\rfloor };\qquad \beta >1\;,}

حيث {\displaystyle \ \lfloor x\rfloor } هو الجزء الصحيح للعدد {\displaystyle \ x\in \mathbb {R} }. مثلا: من أجل {\displaystyle \beta =2\,} يساوي هذا العدد:
- {\displaystyle \Omega \,} ثابتة تشيتين [الإنجليزية]. وبشكل عام: كل عدد لا يمكن حسابه هو عدد متسام.

كل دالة جبرية غير ثابتة لمتغير عددي تعطي قيما متسامية إذا طبقنا عليها عددا متساميا. مثلا: بمعرفة أن العدد {\displaystyle \pi \,} متسام، نستنتج مباشرة أن {\displaystyle 5\pi \,}، {\displaystyle {\frac {\pi -3}{\sqrt {2}}}\,}، {\displaystyle ({\sqrt {\pi }}-{\sqrt {3}})^{8}\,} و{\displaystyle (\pi ^{5}+7)^{\frac {1}{7}}\,} هي أعداد متسامية كذلك.
في المقابل، يمكن لدالة جبرية لعدة متغيرات أن تعطي قيمة جبرية إذا طبقنا عليها أعدادا متسامية، عندما لا تكون تلك الأعداد مستقلة جبريا.
مثلا، العددان {\displaystyle \pi \,} و{\displaystyle 1-\pi \,} متساميان، ولكن {\displaystyle \pi ~+~(1-\pi )~=~1\,} ليس متساميا. لا نعرف طبيعة {\displaystyle \pi ~+~e\,}، ولكن نحن متأكدون من أن أحد العددين {\displaystyle \pi ~+~e\,} و{\displaystyle \pi e\,} متسام بالضرورة. بشكل عام: من أجل عددين متسامين a و b، فسيكون على الأقل أحد العددين ab و a+b متساميا. للتأكد من ذلك، نعتبر الحدودية {\displaystyle (x~-~a)(x~-~b)=x^{2}-(a+b)x+ab\,}. إذا كان ab و a+b جبريين معا، فستكون هذه الحدودية بمعاملات جبرية، وبما أن الأعداد الجبرية تكون جسما جبريا مغلقا، فهذا يستلزم أن a و b حلي المعادلة عددان جبريان، وهذا تناقض. وبالتالي أحد العددين ab و a+b على الأقل متسام.

## مسائل مفتوحة
من بين الأعداد التي لا نعرف ما إذا كانت متسامية أم لا:
- {\displaystyle (\pi ~+~e)\,}, {\displaystyle (\pi ~-~e)\,}, {\displaystyle (\pi e)\,}, {\displaystyle \left({\frac {e}{\pi }}\right)\,}, {\displaystyle (\pi ^{\pi })\,}, {\displaystyle (e^{e})\,}, {\displaystyle (\pi ^{e})\,}
- ثابتة أويلر-ماسكروني {\displaystyle \gamma \,} والتي لا نعرف ما إذا كانت لاجذرية.
- ثابتة كاتالان والتي لا نعرف ما إذا كانت لاجذرية.
- ثابتة أبيري {\displaystyle \zeta (3)\,} والتي نعرف بأنها لاجذرية.

جميع أعداد ليوفيل هي أعداد متسامية، ولكن ليست جميع الأعداد المتسامية هي أعداد ليوفيل. يجب على حدود كل عدد لليوفيل، عند تفكيكه إلى كسور مستمرة، ألا تكون قابلة للحصر. إذن باستعمال برهان التعداد، يمكن أن نبين وجود أعداد متسامية أخرى غير أعداد ليوفيل. باستعمال التفكيك إلى كسور مستمرة للعدد e سنجد أنه ليس عددا لليوفيل. برهن كرت مالر سنة 1953 أن العدد e ليس عددا لليوفيل. وتظنن كذلك أن جميع الكسور المستمرة والتي حدودها محصورة وليست دورية ابتداء من رتبة معينة، هي أعداد متسامية.

## جزء من برهان على تسامي العدد e
ظهر أول برهان على تسامي العدد e سنة 1873. سنتبع هنا طريقة ديفيد هيلبرت (1862 - 1943) والذي بسط البرهان الأصلي لشارل آرميت. الفكرة هي كالتالي:
نفترض أن العدد e هو عدد جبري، وذلك للحصول على تناقض في النهاية. إذن توجد مجموعة منتهية من المعاملات الصحيحة {\displaystyle c_{0},c_{1},\ldots ,c_{n}\,} التي تحقق المعادلة:
{\displaystyle c_{0}+c_{1}e+c_{2}e^{2}+\cdots +c_{n}e^{n}=0\,}
بحيث يكون كلا العددان {\displaystyle c_{0}} و{\displaystyle c_{n}} مخالفين للصفر.
نختار عددا كبيرا k بما يكفي وذلك حسب قيمة n.
نضرب طرفي المعادلة بـ {\displaystyle \int _{0}^{\infty }\,}، في حين سنستعمل الترميز التالي {\displaystyle \int _{a}^{b}\,} كاختصار للتكامل:
{\displaystyle \int _{a}^{b}=\int _{a}^{b}x^{k}[(x-1)(x-2)\cdots (x-n)]^{k+1}e^{-x}\,dx\,}.
سنصل إلى المعادلة:
{\displaystyle c_{0}\int _{0}^{\infty }+c_{1}e\int _{0}^{\infty }+\cdots +c_{n}e^{n}\int _{0}^{\infty }=0\,}
والتي يمكن الآن كتابتها على الشكل:
{\displaystyle P_{1}+P_{2}=0\,}
حيث
{\displaystyle P_{1}=c_{0}\int _{0}^{\infty }+c_{1}e\int _{1}^{\infty }+c_{2}e^{2}\int _{2}^{\infty }+\cdots +c_{n}e^{n}\int _{n}^{\infty }\,}
{\displaystyle P_{2}=c_{1}e\int _{0}^{1}+c_{2}e^{2}\int _{0}^{2}+\cdots +c_{n}e^{n}\int _{0}^{n}\,}
الهدف الآن هو أن نبين من أجل k كبير بما يكفي، يستحيل تحقيق المتساويات أعلاه لأن :{\displaystyle {\frac {P_{1}}{k!}}\,} هو عدد صحيح يخالف الصفر، في حين العدد {\displaystyle {\frac {P_{2}}{k!}}\,} ليس كذلك.
والسبب في أن {\displaystyle {\frac {P_{1}}{k!}}\,} عدد صحيح يخالف الصفر يأتي من العلاقة:
{\displaystyle \int _{0}^{\infty }x^{j}e^{-x}\,dx=j!\,}
وهي صحيحة لكل عدد صحيح موجب j ويمكننا البرهنة عليها بالترجع عن طريق مكاملة بالأجزاء.
ولكي نبرهن على أن:
{\displaystyle \left|{\frac {P_{2}}{k!}}\right|<1\,} من أجل k كبير بما يكفي
نشير أولا إلى أن {\displaystyle x^{k}[(x-1)(x-2)\cdots (x-n)]^{k+1}e^{-x}\,} هو جداء الدوال {\displaystyle [x(x-1)(x-2)\cdots (x-n)]^{k}\,} و{\displaystyle (x-1)(x-2)\cdots (x-n)e^{-x}\,}. وباستعمال المحد العلوي لـ {\displaystyle |x(x-1)(x-2)\cdots (x-n)|\,} و{\displaystyle |(x-1)(x-2)\cdots (x-n)e^{-x}|\,} على المجال {\displaystyle [n,0]} وبما أن:
{\displaystyle \lim _{k\to \infty }{\frac {G^{k}}{k!}}=0\,} لكل عدد حقيقي G.
وهذا كاف لإكمال البرهان.
يمكن استعمال طريقة ممثالة، مختلفة عن عن المقاربة الأصلية لـ (لندمان)، للبرهنة على أن e عدد متسام. زيادة على ذلك، تلعب بعض التقديرات وبعض خصائص الحدوديات المتماثلة دورا حيويا في البرهان.